# Alessandra Mussolini
Alessandra Mussolini (Róma, 1962. december 30. –) olasz szélsőjobboldali politikus, egykori énekesnő, színésznő.
Orvostudományi egyetemen végzett majd többször is képviselő, 2013 és 2014 között szenátor volt. 2022-től európai parlamenti képviselő. Édesanyja Anna Maria Scicolone (Sophia Loren színésznő húga), édesapja Romano Mussolini jazz zongorista, nagyapja az egykori fasiszta diktátor, Benito Mussolini, a Duce.

## Művészi pályafutása
Mindössze 14 évesen szerepelt Ettore Scola Egy különleges nap című filmjében, melyben nagynénjével, Sophia Lorennel és Marcello Mastroiannival játszott együtt. Pippo Baudo műsorvezetővel együtt vezette a Domenica In 1981/82-es kiadását. 1983 augusztusában a Playboy magazinban jelent meg aktfotó sorozata. 1982-ben megjelent élete első zenei lemeze, amit csak Japánban adtak ki. A lemez egy eredeti példányáért 2000-ben egy londoni árverésen 10 millió olasz lírát fizettek. 1989-ben feleségül vette Mauro Floriani. Három gyermekük született.

## Politikai pályafutása

### A kezdetek
1992-ben végzett sebészként a római La Sapienza Egyetem Orvosi Karán, ezt követően az újfasiszta Olasz Szociális Mozgalom (MSI) jelöltjeként indult a parlamenti választásokon Nápoly 1. számú választókerületében és jutott be az Alsóházba.
1993 novemberében a helyhatósági választáson Nápoly polgármester-jelöltje volt ugyanennek a pártnak és a 2. helyet szerzi nagy meglepetésként 31%-kal. Az 1994-es választásokon támogatta a Forza Italia és az MSI koalícióját. A választáson Nápoly-Ischia körzetét megnyerte és ismét képviselő lett az alsóházban.
Az MSI 1995-ös feloszlása után és a Nemzeti Szövetség létrejöttével, az új pártban maradt a társadalmi ügyekért felelős bizottság alelnökeként. 2001-ben újraválasztották képviselőnek.

### Szembenállás Gianfranco Finivel és a Nemzeti Szövetség elhagyása
Gianfranco Finivel nem volt mindig jó a viszonya. A fordulat 2003 novemberében jött el, amikor Fini ellátogatott Izraelbe. Itt a holokauszttal kapcsolatban kifejtette, hogy a fasizmus „a XX. század legborzalmasabb dolga volt.” Ezzel egy időben bocsánatot kért az izraeli kormánytól az 1938-as faji törvények miatt. Fini kijelentése után 3 nappal Alessandra Mussolini kilépett a pártból és a frakción kívüliekhez csatlakozott a parlamentben. Összeegyeztethetetlennek tartotta párttagságát Fini kijelentésével, nem a politikában betöltött szerepe miatt, hanem mert úgy érezte, a neve kötelezi őt erre.
Ezt követően Mussolini megalapította az Azione Sociale (Szociális Akció) nevű szélsőjobboldali pártot.

## Botrányai
- 2001 januárjában a Porta a Porta című műsor egyik adásában a műsor vendége volt ő és Katia Bellillo esélyegyenlőségi miniszter, a Kommunista Újraalapítás Pártja tagja, aki a nőket érő szexuális zaklatásról beszélt. A beszéde közben Mussolini folyamatosan provokálta, mire Bellillo így reagált: „Hallgassál már el, fogd be a szádat, minek provokálsz... téged Mussolininek hívnak és elég volt!” Mussolini folyamatosan közbevágott a miniszterasszony szavába: „Ön egy kommunista, egy mocskos kommunista!” Az adás végén a miniszter nevetségesnek nevezte Mussolini viselkedését.[11]
- 2006. március 9-én ismét a Porta a Porta című műsor egyik főszereplője volt Alessandra Mussolini, mellette Antonio Di Pietro az Értékek Olaszországa párt elnöke és Vladimir Luxuria, a Második Prodi-kormány transznemű képviselője. A beszélgetés közben Luxuria megvádolta Di Pietrot, hogy ő fasiszta, amire Mussolini így válaszolt: „Ez zene füleimnek.” Válaszként Luxuria a saját nemi identitására hivatkozva így felelt: „Aggaszt egy olyan személy, aki büszke arra hogy fasiszta.” Alessandra indulatosan válaszolt: „Engem az aggaszt, aki amerikai, izraeli zászlót éget közben azt üvölti, hogy Nassyria bombázása szégyen, szégyen.” Erre Luxuria így reagált: „Miért akart rám célozni ezzel? Én nem voltam büszke arra a zászlógyújtásra, míg ön büszke arra, hogy fasiszta.” Erre Alessandra az alábbi, később ismertté vált kijelentését tette:[12] „Ha azt hiszi, hogy nőnek öltözve mindenben igaza van ... akkor inkább leszek fasiszta, mint buzi.”[13]

- 2006. szeptember 28-án az Italia 1 csatornán futó Il Puppo e il secchione műsorban heves veszekedése volt Vittorio Sgarbi műkritikussal, konzervatív-liberális politikussal, veszekedésük hevében igyekezte kitakarni őket a műsorvezető, miközben mind Sgarbi és Mussolini szidalmazta egymást. Mussolini őrültnek nevezte Sgarbit, Sgarbi pedig Mussolininak azt mondta,hogy „nem értesz te semmit, egy szarzsák vagy!” Mussolini válaszul azt mondta hogy „Túl sokat locsogsz, te őrült vagy!”. Sgarbi fasisztának nevezte és felállt a székből. Mussolini hozzávágta a könyvét és a mikroportját, Sgarbi majdnem megütötte Mussolinit, de lefogták és a stábból bekiabáltak, hogy „tiszteld a nőt!”.[14]
- 2009. október 21-én az Alsóházban felszólaló Francesco Barbato az Értékek Olaszországa képviselőjének a mikrofonját kapcsoltatta ki, aki épp egy interpellációt nyújtott be a kormánynak.[15]